# ヴァネッサ・デル・リオ
ヴァネッサ・デル・リオ Vanessa del Rio（本名アナ・マリア・サンチェス Ana Maria Sanchez、ハーレム (ニューヨーク市) 出身、1952年3月31日 - ）は、アメリカ合衆国の元ポルノ女優。

## 生い立ち
ヴァネッサ・デル・リオは、キューバからの移民、アフリカの血が混じるプエルトリコ人、スペイン人の血をひく娘であった。彼女はハーレムで育ち、少女時代の大半はカトリック・スクールに通った。

## 職歴
ヴァネッサ・デル・リオは生活費を稼ぐため、1974年からポルノ映画に出演し始め、初のヒスパニック系ポルノスターとなった。彼女は1986年に、当時のエイズ騒動によりポルノ映画から一度引退したが、自身のウェブサイトを通してのアダルト・エンターテインメント、また各種のアワード・ショー、大会等への特別出演によって、依然として活動している。
20年を越えるキャリアにおいて、デル・リオは200本以上のポルノ映画に出演した。最後の映画は『Dr. Lust 』だった。彼女はミュージック・ビデオにも出演していて、ジュニア・マフィアの「Get Money」が特に知られている。
最初にデル・リオは、非常に巨大な陰核のために、また頻繁にアナルセックスに熱中する（このため、彼女はポルノの「アナル・クイーン」と呼ばれた）初のポルノ女優であるために有名になった。彼女は現在、率直なユーモアセンスで最も有名である。ニューヨークのセックス博物館で展示を手伝いながら、彼女は中年のキュレーターをからかって言った - 「彼らは、とても抑圧されています - 私には、彼らが本当は何を望んでいるか判っています。」
彼女の最も知られる一般作への出演は、彼女自身を演じたNYPDブルーの1996年のエピソードである。

## 出演作の一部
- 1976年 - 『ジェニファー・ウェルズ/ブルー・ラブポルノ (Tenptations) 』 … Lily
- 1978年 - 『Let Me Die a Woman 』（クレジットされず） … Sandy
- 1979年 - 『奴隷婦人　(Women in Love) 』 … Simone Foster
- 1979年 - 『ザッツ・エロ　(Thats Erotic) 』（ストック・フッテージ） … 彼女自身
- 1980年 - 『マルチ・スワップ/交換妻　(The Filthy Rich) 』 … Chilli Caliente
- 1980年 - 『グレート・セックス淫熟　(Co-Ed Fever) 』 … Vannessa
- 1981年 - 『ニューヨーク・ポルノ/ブラッド・サック (Dracula Exotica) 』 … Vita Valdez
- 1981年 - 『The Dancers 』 … Frances
- 1981年 - 『マラスタシー/淫精 (Beauty) 』 … Judy Lopez
- 1981年 - 『令嬢物語/ハードコア (A Scent of Heather) 』 … The Cook
- 1981年 - 『ダブル・ウーマン/色欲妻』　The Tale of Tiffany Lust - Florence Nightingale
- 1982年 - 『ダーティ・リップス/女の欲望 (Foxtrot) 』 … Celeste
- 1983年 - 『ダーティ・ドリル/女狐 (Foxholes) 』
- 1984年 - 『Viva Vanessa the Undresser 』
- 1986年 - 『The Devil in Miss Jones 3: A New Beginning 』 … Mandy
- 1996年 - 『Then and Now #15 』 … 彼女自身
- 2000年 - 『Give Me Your Soul 』（クレジットされず） … 彼女自身

## テレビ出演
- NYPDブルー … 彼女自身、エピソード「Head Case」（1996年）
- When Rated X Ruled the World … 彼女自身、VH1によるドキュメンタリーテレビ映画（2004年）
- SexTV … 彼女自身、エピソード「UFO Sex: The Raelians/Jackinworld.com/Vanessa del Rio」（2005年）

## 受賞歴
- 1980年 CAFA最優秀助演女優賞 - 『ニューヨーク・ポルノ/ブラッド・サック (Dracula Exotica) 』
- 1981年 CAFA最優秀助演女優賞 - 『The Dancers 』
- AVN殿堂入り
- XRCO殿堂入り
- アーバンXアワード殿堂入り[5]

## 文献
- ニコラス・バルバーノ Nicolas Barbano 著『Verdens 25 hotteste pornostjerner（世界で最も人気の高い25人のポルノスター）』(デンマーク、ロシナンテ社 1999年 : ISBN 87-7357-961-0) 彼女のために章が割かれている[6]。
- 2007年、ドイツの美術本出版者タッシェン (Taschen) は、『Vanessa del Rio: Fifty Years of Slightly Slutty Behavior（ヴァネッサ・デル・リオ：50年間のわずかにふしだらな品行）』(ISBN 978-3822846513) という豪華で写真満載の伝記（140分のドキュメンタリーDVDを含む）を出版した [7]。